# Гирш, Густав Иванович
Густав Иванович (Густав-Фридрих) Гирш (23 июля 1828, Эстония — 7 марта 1907, Санкт-Петербург, Российская империя) — российский придворный лейб-медик, доктор медицины, действительный тайный советник (1896).

## Биография

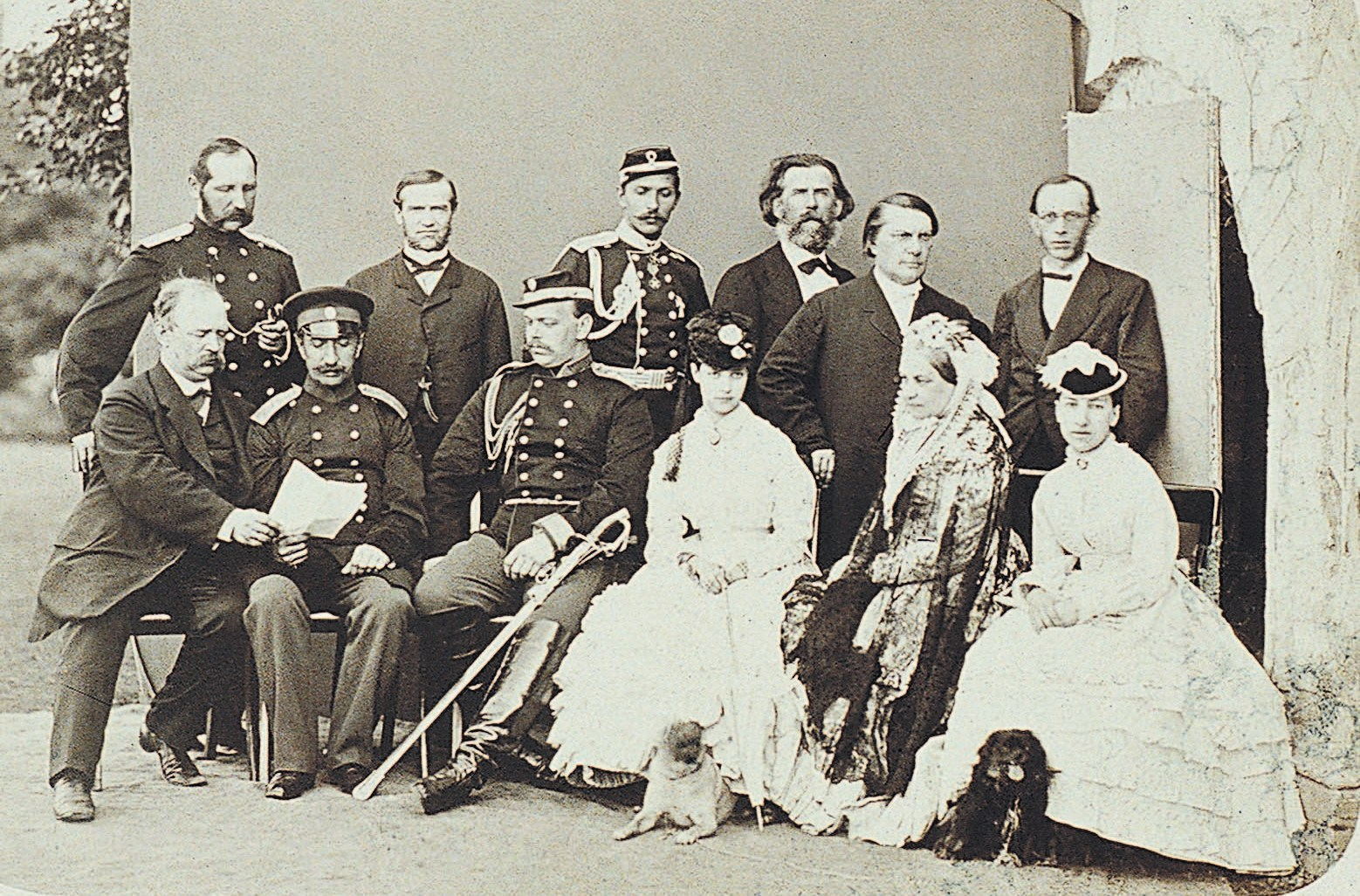
Г. И. Гирш (стоит первый слева) в свите цесаревича Александра (1869)

Родился в 1828 году в Эстонии в мещанской семье лютеранского вероисповедания. Родным языком Гирша был немецкий. В 1848 году поступил казённокоштным студентом в Петербургскую медико-хирургическую академию, которую окончил в 1853 году. После окончания учёбы в академии началась его карьера военного хирурга. Гирш служил в разные годы в Костромском Егерьском и Муромском пехотных полках.
Придворная карьера Гирша началась в 1855 году, после того как он был прикомандирован к гофмаршалу Кочубею для сопровождения принца и принцессы Нидерландских. В этом же году начинается его медицинская служба в лейб-гвардейских полках: Конном полку ординатором, в лейб-гвардии Семёновском полку, лейб-гвардии Гренадерском, в лейб-гвардии Московском. Гирш принимал участие в Крымской войне. С 7 мая по 1 августа 1855 года участвовал в обороне Севастополя. В 1863 году был в Польше при подавлении восстания, участвовал в Русско-турецкой войне 1877 года.
С 1865 года Гирш стал главным лекарем Красносельского военного госпиталя. Немалую роль в придворной карьере Гирша сыграл его дядя, лейб-медик Александра II — Ф. Я. Карелль, по протекции которого он был назначен врачом к наследнику-цесаревичу. В 1866 году Гирш был прикомандирован к цесаревичу Александру Александровичу, с которым он не расставался до самой его смерти. Официально статус Гирша, как доктора наследника-цесаревича, был закреплён по Министерству Императорского двора с оставлением его в военном ведомстве. В 1868 году он был пожалован званием почётного лейб-хирурга Двора Его Императорского Высочества по случаю крещения будущего императора Николая II. В 1870 году произведён в действительные статские советники. С 1871 года член Медицинского совета. В 1875 году Гирш был пожалован в лейб-хирурга. Во время русско-турецкой войны он сопровождал цесаревича Александра Александровича в качестве старшего врача Главной квартиры Рущукского отряда. В 1878 году  произведён в тайные советники.
После воцарения Александра III Гирш был назначен его лейб-хирургом (1883) с зачислением на службу при Императорской главной квартире. После смерти Александра III он в царствие Николая II сохранил все свои звания и должность при Императорской главной квартире до своей смерти в 1907 году.
В 1896 году произведён в действительные тайные советники, действительный член Медико-филантропического комитета Императорского человеколюбивого общества. Был награждён всеми российскими орденами вплоть до ордена Святого Александра Невского с бриллиантовыми знаками, пожалованные ему в 1900 году.
По свидетельству Вельяминова, в царской семье Гирша очень любили как человека доброго, покладистого, хорошего и  терпеливого, но как с врачом с ним никто не считался; на него смотрели как на старого, преданного слугу, больше как на старую удобную мебель, к которой привыкли. Он был удобен потому, что никогда не обижался и с консультантами всегда соглашался. сам император дал ему такую аттестацию: «…он знает, когда нужно позвать врача».

## Труды
- «К вопросу об органотерапии и спермине Пеля (sperminum-Poehl)» / [Соч.] Лейб-медика его величества д-ра мед. Г.И. Гирш. - Санкт-Петербург : тип. Имп. Акад. наук, 1907. - 36 с.[4]